# Arnold Djoud
 (avril 2022).
La mise en forme du texte ne suit pas les recommandations de Wikipédia : il faut le « wikifier ».
Les points d'amélioration suivants sont les cas les plus fréquents. Le détail des points à revoir est peut-être précisé sur la page de discussion.
- Les titres sont pré-formatés par le logiciel. Ils ne sont ni en capitales, ni en gras.
- Le texte ne doit pas être écrit en capitales (les noms de famille non plus), ni en gras, ni en italique, ni en « petit »…
- Le gras n'est utilisé que pour surligner le titre de l'article dans l'introduction, une seule fois.
- L'italique est rarement utilisé : mots en langue étrangère, titres d'œuvres, noms de bateaux, etc.
- Les citations ne sont pas en italique mais en corps de texte normal. Elles sont entourées par des guillemets français : « et ».
- Les listes à puces sont à éviter, des paragraphes rédigés étant largement préférés. Les tableaux sont à réserver à la présentation de données structurées (résultats, etc.).
- Les appels de note de bas de page (petits chiffres en exposant, introduits par l'outil «  Source ») sont à placer entre la fin de phrase et le point final[comme ça].
- Les liens internes (vers d'autres articles de Wikipédia) sont à choisir avec parcimonie. Créez des liens vers des articles approfondissant le sujet. Les termes génériques sans rapport avec le sujet sont à éviter, ainsi que les répétitions de liens vers un même terme.
- Les liens externes sont à placer uniquement dans une section « Liens externes », à la fin de l'article. Ces liens sont à choisir avec parcimonie suivant les règles définies. Si un lien sert de source à l'article, son insertion dans le texte est à faire par les notes de bas de page.
- La présentation des références doit suivre les conventions bibliographiques. Il est recommandé d'utiliser les modèles {{Ouvrage}}, {{Chapitre}}, {{Article}}, {{Lien web}} et/ou {{Bibliographie}}. Le mode d'édition visuel peut mettre en forme automatiquement les références.
- Insérer une infobox (cadre d'informations à droite) n'est pas obligatoire pour parachever la mise en page.

Pour une aide détaillée, merci de consulter Aide:Wikification.
Si vous pensez que ces points ont été résolus, vous pouvez retirer ce bandeau et améliorer la mise en forme d'un autre article.
 (avril 2022).
Arnold Djoud est un musicien gabonais de variétés,,.
Dans le milieu de la musique depuis plus de 25 ans,il sort son premier album Ntcho en 1993,.

## Biographie

### Enfance et débuts
Élève, Arnold Djoud rejoint très tôt les orchestres BSB et MBALA de l'Université Omar Bongo, ce qui lui permet d'acquérir de l’expérience en prestation. 

### Carrière
En mai 1993, Ntcho ,son premier album solo sort et il enchaîne des concerts dans tout le pays .
En septembre 1997, il sort l’album Mie qui l'impose parmi les artistes gabonais les plus prometteurs. 
Le 11 septembre 1999, il est nommé Ambassadeur de l'UNESCO pour la paix en reconnaissance de sa contribution au rayonnement de la musique gabonaise , à travers ses activités musicales, et son engagement pour les œuvres de bonnes volontés par Federico Mayor Zaragoza.
En décembre 1999, le single Elone 2.0 sort et est un grand succès.
En 2001, l'album Blues Teke est chanté dans plusieurs langues du pays et fera la particularité musicale de l’artiste.
Avec son titre d'Ambassadeur de L’UNESCO pour la paix, chaque mois de décembre depuis 2003, l’artiste donne un concert populaire appelé "Gabon Noël Show".
Arnold Djoud a partagé de nombreuses scènes avec des artistes de renom dont Awilo Longomba, Poetic Lover, Grace Decca, Longuè Longuè, Meiway, Papa Wemba, Édith Lefel, Shaggy, Akon, Ja Rule, Amerie, Eve etc et a performé en 2001 aux jeux de la Francophonie au Canada.
En 2007, il remporte le prix du meilleur artiste masculin variétés de l'année au Balafon Music Awards.
Après une signature chez Sony Music Africa en 2020 via le label de production Afro Records , il sort le single Don’t go.,,
Arnold Djoud sort son 4ème album intitulé Eye le 22 Mars 2022,,,,,,.

## Discographie
- 1993 : Ntcho
- 1997 : Mie
- 2001 : Blues Teke
- 2022 : Eye

## Prix et récompenses
| Année | Prix                 | Catégorie                    | Résultat |
| ----- | -------------------- | ---------------------------- | -------- |
| 2007  | Balafon Music Awards | artiste masculin de variétés | Lauréat  |